# The Underneath
The Underneath var ett japanskt rockband bildat som Transtic Nerve 1996 som bytte namn 2007 och upplöstes 2010.
Deras första album, Moon Flower släpptes 2007.
Deras sista singel Diamond släpptes den 17 maj 2010, och gruppen upplöstes strax därefter.

## Diskografi
Albums
- Moon Flower** - 2008
- US. - 2009

Singlar
- Moon Flower - 2010